# Скрябін Олександр Миколайович
Олекса́ндр Микола́йович Скря́бін (25 грудня 1871 (6 січня 1872), Москва — 14 (27) квітня 1915) — російський композитор, піаніст, педагог.

## Біографія
Народився в аристократичній сім'ї в Москві. У дитячі роки навчався фортепіано у Миколи Звєрєва, разом із Сергієм Рахманіновим. Закінчив Московську консерваторію, де навчався в Антона Аренського та Сергія Танєєва.
1894 року познайомився з відомим меценатом і видавцем М. П. Біляєвим, який почав публікувати твори Скрябіна, а симфонічні твори композитора відтоді стали звучати в програмах російських симфонічних концертах. 1896 року оженився на піаністці Вірі Іванівні Ісакович, з якою у закордонній поїздці 1897/98 років вона виступала разом із чоловіком у концертних програмах, граючи його твори. Того ж року Скрябін почав викладати клас фортепіано в Московській консерваторії. Протягом 1900—1904 років Скрябін написав три симфонії.
У Олександра Скрябіна було семеро дітей: Римма, Олена, Марія і Лев від першого шлюбу з Вірою Іванівною Скрябіною (Ісакович); Аріадна, Юліан та Марина — від другого, з Тетяною Федорівною Шльоцер. З них двоє — старша дочка Римма (1898—1905) і син Лев (1902—1910)  — померли у віці семи років. На момент смерті Льва композитор уже кілька років жив зі своєю другою дружиною в фактичному шлюбі, а його стосунки з першою сім'єю були остаточно зіпсовані — батьки не зустрілися навіть на могилі сина.
У 1908 році через незадоволення низькими гонорарами Скрябін розірвав відносини з видавництвом Біляєва, проте жодне інше видавництво не погодилося публікувати твори Скрябіна, через що композитор був вимушений заробляти виключно концертною діяльністю. У цей період Скрябін написав симфонічні поеми «Поема екстазу» та «Прометей».
У 1910—1914 роках композитор жив у Москві, де навколо нього згуртувалося коло шанувальників, що пізніше створили Скрябінське товариство. 7 квітня 1915 року в нього розвинувся карбункул верхньої губи, причиною якого найімовірніше став стафілокок. Відсутність ефективних методів лікування на той час призвела врешті решт до розвитку сепсису (зараження крові) з вкрай тяжким перебігом. Помер від цього композитор вже 14 квітня 1915 року. Поховали Скрябіна на Новодівочому цвинтарі.

## Творчість
Найважливіший вплив на формування Скрябіна зробили представники російського релігійно-філософського ренесансу, особливо В. Соловйов і В. Іванов. Символізм, з його центральною ідеєю теургії, забарвлений у містичні, навіть апокаліптичні тони, зустрів гарячий відгук з боку витонченого художника, що прагнув уникнути усякої буденності. Беручи участь у гуртку російського філософа С. Трубецького, композитор одночасно знайомився із працями Канта, Фіхте, Шеллінга, Гегеля, вивчав матеріали філософського конгресу в Женеві. Крім того, його цікавили східні релігійні навчання й сучасна теософська література, зокрема «Таємна доктрина» Є. П. Блаватскої. Його великі пізнання, представляючи особливий рід філософської еклектики, де найважливішим виявлявся досвід синтезу різних вчень і світоглядних позицій, давали композиторові привід міркувати про свою вибраність, представляти себе центром і джерелом «нового навчання», що може перетворити світ, вивести його на новий виток розвитку. Скрябін уважав, що художник, як мікрокосм, може впливати на макрокосм держави й навіть усього світобудови.
У творчості Скрябіна представлені фортепіанні й симфонічні жанри. У 90-х рр. створені прелюдії, мазурки, етюди, експромти, 1-3-а сонати для фортепіано, концерт для фортепіано з оркестром, в 1900-х рр. — 3 симфонії, 4-10-я сонати й поеми для фортепіано (у тому числі «Трагічна», «Сатаническая», «До полум'я»), а також такі симфонічні твори, такі як «Поема екстазу» (1907), «Прометей» (1910) — етапний твір пізнього періоду творчості. Музика Скрябіна відбила бунтарський дух свого часу, передчуття революційних змін. У ній з'єдналися вольовий порив, напружена динамічна експресія, героїчна радість, особлива «полетность» і витончена одухотворена лірика.
Твори Скрябіна, що втілили ідею екстазу, сміливого, спрямованого до невідомих космічних сфер пориву, ідею перетворюючої сили мистецтва (вінцем таких створінь, на думку Скрябіна, повинна була стати «Містерія», у якій поєднуються всі види мистецтва — музика, поезія, танець, архітектура, а також світло), відрізняються великим ступенем художнього узагальнення, силою емоційного впливу.

Кольорове бачення звуків О.Скрябіна

У творчості Скрябіна своєрідно сполучаються пізньоромантичні традиції (втілення образів ідеальної мрії, палкий, схвильований характер висловлення, тяжіння до синтезу мистецтв, перевага жанрам прелюдії й поеми) з явищами музичного імпресіонізму (тонкий звуковий колорит), символізму (способи-символи: теми «волі», «самоствердження», «боротьби», «томління», «мрії»), а також експресіонізму. Скрябін — яскравий новатор в області засобів музичної виразності й жанрів, у пізніх творах основою гармонійної організації стає домінантова гармонія (найхарактерніший тип аккорда — т. зв. прометеївський акорд). Він уперше в музичній практиці ввів у симфонічну партитуру спеціальну партію світла (поема «Прометей»), що пов'язано зі зверненням до кольорового слуху.

## Записи
У січні 1911 року Скрябін грав у Москві 9 своїх творів для Welte-Mignon і його гра була записана на піано-рол.
Сьогодні дискографія Скрябіна надзвичайно широка. У Радянському Союзі найбільш повно фортепіанна творчість Скрябіна була представлена у записах В. Софроницького, оркестрова музика — у записах Є. Свєтланова. Наприкінці 1980-х велику кількість фортепіанних та оркестрових творів записав Володимир Ашкеназі.

## Список творів
Для симфонічного оркестру
- 3 Симфонії
  - № 1, мі мажор, Op. 26;
  - № 2 , до мінор, Op. 29;
  - № 3 «Божественна поема», до мінор, Op. 43;
- «Поема екстазу», Op. 54
- «Прометей: Поема вогню», Op. 60
- Містерія (незакінчена)
- «Мрії» («Reverie»), Op. 24

для фортепіано з оркестром
- концерт (fis-moll, op. 20, 1896-97),
- фантазія (без ор., 1888-89, видано посмертно);

### для фортепіано
| - 10 сонат - № 1 ор. 6, 1892: - № 2 соната-фантазія ор. 19, 1892-97; - № 3 ор. 23, 1897-98; - № 4 op. 30, 1901-03; - № 5 ор. 53, 1907; - № 6 ор. 62, 1911-12; - № 7 op. 64, 1911-12; - № 8 Ор. 66, 1912-13; - № 9 ор. 68, 1913; - № 10 ор. 70, 1913); - поеми: - 2 поеми (ор. 32 1903), - Трагічна (ор. 34, 1903), - Сатанічна (ор. 36, 1903), - ор. 41 (1903), - 2 поеми (ор. 44, 1904- 05), - Поема-ноктюрн (op. 61, 1911-12), - 2 поеми (ор. 63-Маска, Странность. 1912), - 2 поеми (ор. 69, 1913), - «До полум'я» (Vers la flamme, ор. 72, 1914); - прелюдії: - 24 прелюдії (ор. 11, 1888- 96), - 6 прелюдій (ор. 13, 1895), - 5 прелюдій (ор. 15, 1895-96), - 5 прелюдій (op. 16, 1894-95), - 7 прелюдій (ор. 17, 1895-96), - 4 прелюдій (ор. 22, 1897-98), - 2 прелюдій (ор. 27, 1900), - 4 прелюдій (ор. 31, 1903), - 4 прелюдій (ор. 33, l903), - 3 прелюдій (ор. 35, 1903), - 4 прелюдій (op. 37. 1903), - 4 прелюдій (ор. 39, 1903), - 4 прелюдій (ор. 48, 1905), - 2 прелюдій (ор. 67, 1912-13), - 5 прелюдій (ор. 74, 1914); - мазурки: - 10 (ор. 3, 1888-90), - 9 (ор. 25, 1899), - 2 (ор. 40, 1903); | - вальси: - ор. 1 (1885-86), - ор. 38 (1903), - Подібно вальсу (Quasi valse, ор. 47, 1905), - вальс для лівої руки (без ор., 1907); - етюди: - 12 (ор. 8, 1894- 95), - 8 (ор. 42, 1903), - 3 (ор. 65, в нонах, в септимах, і квінтах, 1912); - експромти: - 2 у формі мазурки (ор. 7, 1891), - 2 (ор. 10, 1894), - 2 (ор. 12, 1895), - 2 (ор. 14, 1895); - цикли і групи п'єс: - ор. 2 (Етюд, Прелюдія, Експромт, 1887- 89), - ор. 5 (2 ноктюрни, 1890), - ор. 9 (Прелюдія і Ноктюрн для лівої руки, 1894), - ор. 45 (Листок з альбому, Вигадлива поема, Прелюдія, 1905-07), - ор. 49 (Етюд, Прелюдія, Мрії, 1905), - ор. 51 (Крихкість, Прелюдія, окрилена поема, Танець томління, 1906), - ор. 52 (Поема, Загадка, Поема томління, 1905), - ор. 56 (Прелюдія, Іронія, Нюанси, Етюд, 1908), - ор. 57 (Бажання, Ласка у танці, 1908), - ор. 59 (Поема, Прелюдія, 1910-11), - 2 танца ор. 73 (Гірлянди, Похмуре полум'я, 1914); - окремі п'єси: - Allegro appassionato (ор. 4, 1887-93, перероблена 1-а частина незакінченої юнацької сонати es-moll), - Presto (без ор., 1888-89, 3-я частина незакінченої юнацької сонати as-moll), - Концертне Allegro (ор. 18. 1895—1897), - полонез (ор. 21, 1897-98), - фантазія (ор. 28, 1900-01), - скерцо (op. 46, 1905), - Листок из альбома (ор.58, 1911); |